# Saint-Jean-de-Gonville

Saint-Jean-de-Gonville este o comună în departamentul Ain din estul Franței.